# Lithocarpus wallichianus
Lithocarpus wallichianus là một loài thực vật có hoa trong họ Cử. Loài này được (Lindl. ex Hance) Rehder mô tả khoa học đầu tiên năm 1919.